# Аарон Старший га-Рофе бен Йосип
Аарон Старший га-Рофе бен Йосип (івр. אהרון בן יוסף הרופא, 1260, Солхат (Старий Крим) — 1320, Константинополь) — газзан, вчений. Видатний караїмський письменник і поет, філософ, богослов, педагог..

## Біографія
Народився Аарон у місті Солхат (сьогодні відоме під назвою Старий Крим), що розташоване в північно-східній частині Кримських гір. У цьому містечку майбутній письменник провів усе своє дитинство і молодість. У Константинополі, куди пізніше переїхав, знову взявся вчителювати. Згодом отримав звання газзана і в той же час проповідував караїмську культуру. Під час перебування у Візантійській імперії Аарон практикував у місцевих лічницях.
|  | Пристрасно прагнув до досягнення істини без жодних забобонів |

Саме так Аарон характеризував своє життя. Також він був затятим мандрівником, і під час своїх подорожей знайомився з освіченими людьми і найкращими вченими свого часу. Цікавився не тільки караїмською літературою і культурою, а й загальноєврейською і талмудичною.

## Творчі набутки
Найбільш відомою книгою Аарона з усіх його численних праць є книга «Мівхар», яка дійшла до сучасників ще з тих часів. В ній знаходиться досить великий коментар Тори, викладений стисло, але надзвичайно витончено, через що ця книга й досі популярна не тільки серед караїмів, а й серед таких вчених як: релігійні філософи, екзегетики, богослови, дослідники літератури, медицини і культури караїмського народу.